# Mamestra andalusica
Mamestra andalusica là một loài bướm đêm trong họ Noctuidae.